# Чернянка

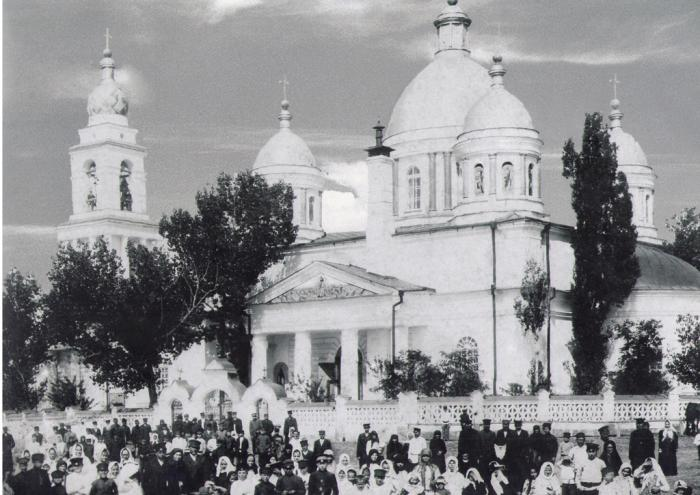
Успенский храм слободы Чернянка, 1905 год

Черня́нка — посёлок городского типа в Белгородской области России, административный центр Чернянского района и городского поселения посёлок Чернянка. Ранее — слобода Курской губернии, Новооскольского уезда, при реке Оскол.
Население — 14 632 чел. (2024). В поселке насчитывается 147 улиц, 4259 зданий.
Имеется железнодорожная станция на линии Елец — Валуйки. Через посёлок проходят автотрассы Р187 Валуйки — Старый Оскол и Белгород — Острогожск.

## География
Расположена на Среднерусской возвышенности, на левобережной части реки Оскол бассейна Дона), впадающей в Северский Донец.

## Административное деление
Городское поселение «Посёлок Чернянка», в состав которого входят посёлок Чернянка, хутора Заречное, Раевка. Статус посёлка городского типа с 1958 года.

## История

### XVIII
В 1716 году деревня Чернянская (Красный Остров) вместе с деревней Акуней (c. Окуни), деревней Елецкой, селами Ливенским (Ливенка — сейчас Чернянка), Оскольским, Ездочейным (Ездочное), Маркова (Морквино), Гнилым Орликом (с. Окуни) находилась в Верхнем стане Новооскольского уезда.
В 1786 году территорию современной Чернянки на плане генерального межевания Новооскольского уезда составляли:
- слобода Новоивановка (сейчас — Чернянка),
- деревня Морквина (Морквино — один из микрорайонов Чернянки),
- слобода Морквина (Морквино),
- сельцо Чернянка (Запесок — один из микрорайонов Чернянки),
- деревня Ливенка (Ливенка — один из микрорайонов Чернянки),
- деревня Чернянка, так назывался в 1786 году посёлок Красный Остров.

### XIX век
В 1850 году в слободе Чернянке на бумажной фабрике работало 344 человека, на свекло-сахарном заводе — 50 ч.,на суконной фабрике — 34 ч., на кирпичном заводе 7 ч., и принадлежало это все полковнику и помещику Полторацкому.
В 1869 году открыли первую школу, в 1885 году было 200 учащихся. Вторая школа (Александровская) была открыта в 1881 году по инициативе и с помощью князя Касаткина-Ростовского. Она находилась на площади рядом с церковью. В 1885 году было 131 учащийся. В 1872 году открыта Морквинская школа, в которой в 1885 году было 93 учащихся.

### XX век
В начале XX века в Чернянке было 2 церкви, школа, богадельня, кирпичный завод и 2 бумагопрядильные фабрики, 24 ветряных мельницы, жителей насчитывалось 7500 человек.
Сапожным промыслом в 1904 году были заняты 115 дворов, ситным — 200 дв., шубным (переделка старых шуб) — 110 дв., бондарным — 100 дв., портняжным — 30 дв., кузнечным — 23 дв., столярным — 20 дв., колесным — 13 дв., кожевенным — 5 дв., пряшным — 4 дв., шапошным — 4 дв., производство саней — 2 дв.
В 1909 году в слободе Чернянка действовало 2 храма: Успенский, находившийся в центре слободы и разрушенный коммунистами в 1933 году; и Никольский, действовавший на окраине (Ливенка) и уничтоженный в 1937 году самими жителями слободы.
С 1923 по 1933 в Чернянке осуществлялась государственная политика украинизации.
С 1 января 1933 года делопроизводство переводилось с украинского на русский язык.

#### Великая Отечественная война
Перед отступлением советские войска взорвали мост через Оскол и мост через Халанку. Немцы быстро сделали понтонные переправы через Оскол, пустили танковые самоходки и 2-го июля вошли в Чернянку.
В Чернянке находился лагерь военнопленных, который расположился по ул. Революции, в бывшем помещении промкомбината.
С сентября по ноябрь 1942 года из Чернянского района фашистами угнано на работы в Германию 994 человека.
За время оккупации в 1942—1943 годах на территории Чернянского района погибло 49 мирных граждан.
В конце января 1943 года Советская Армия вела бои на границе района, и уже 27 января советские войска через Волоконовку, Гнилое и Завалищено, не встречая упорного сопротивления, прошли к Орлику, где 28 января произошёл скоротечный бой с гарнизоном врага, в результате которого Орлик был освобождён.
Взять Чернянку сходу не удалось. Наступающие понесли большие потери и в темноте отступили на исходные позиции. С рассветом 29 января бой за Чернянку разгорелся с новой силой. Особенно сильный бой разгорелся на улице имени Маринченко. К полудню бои завязались в центре Чернянки. Немцы оказывали жестокое сопротивление, но всё же после упорных трёхдневных боёв советские воины освободили районный центр.
Чернянку освободили от немцев в ходе Воронежско-Касторненской операции войска 40 армии, 37-й особой стрелковой бригады из состава 3-й танковой армии Воронежского фронта.
При освобождении поселка советскими войсками было взято в плен 400 солдат и офицеров противника. 3ахвачено 4 артиллерийских склада со снарядами, 5 паровозов и 100 железнодорожных вагонов с военным снаряжением.

#### Послевоенные годы
В 1957 году была создана Чернянская школа фабрично-заводского обучения (ФЗО), с целью подготовки рабочих строительных профессий, для строительства Чернянского сахарного завода.
В 1958 году Чернянке был присвоен статус посёлка городского типа.
В 1989 году Чернянское среднее профессионально-техническое училище № 7 было преобразовано в Чернянское профессионально-техническое училище № 7 (СПТУ-7).

### XXI век
В 2002 году был построен подвесной мост через реку Оскол.

## Население
| 1777    | 1850    | 1862    | 1877    | 1892    | 1897    | 1901    | 1932    | 1959    |
| ------- | ------- | ------- | ------- | ------- | ------- | ------- | ------- | ------- |
| 2527    | ↗5500   | ↘5410   | ↘4952   | ↗6128   | ↘5860   | ↗5958   | ↗8342   | ↗8734   |
| 1970    | 1979    | 1987    | 1989    | 2002    | 2005    | 2006    | 2007    | 2009    |
| ↗10 106 | ↗11 795 | ↗12 500 | ↗13 475 | ↗15 067 | ↘14 911 | ↗14 950 | ↗15 040 | ↗15 110 |
| 2010    | 2012    | 2013    | 2014    | 2015    | 2016    | 2017    | 2018    | 2019    |
| ↗15 217 | ↘15 090 | ↘15 052 | ↘15 010 | ↘14 900 | ↗14 931 | ↘14 909 | ↗14 995 | ↘14 870 |
| 2020    | 2021    | 2024    |         |         |         |         |         |         |
| ↘14 869 | ↗14 896 | ↘14 632 |         |         |         |         |         |         |

В 1777 году в слободе Новоивановке (с сельцом Чернянка (Запесок) и деревнями (Чернянка (Кр. Остров), Ливенка)) проживало 2527 мужчин принадлежали генеральше Александре Осиповне Щербининой.
В 1877 году в Чернянке по переписи населения было:
- сл. Чернянка (Чернянская волость) — 974 дв., 4952 ж., волостное правление, 2 церковно-приходских школы, ,2 богадельни, ткацкая фабрика, кирпичный завод, 10 лавок, постоялый двор.
- д. Ближняя Ливенка (Чернянская волость) — 48 дв., 295 ж., 2 бумажных фабрики, лавка.
- сл. Морквина (Морквино) (Морквинская волость) — 136 дв., 808 ж., волостное правление, церковно-приходская школа, сукновальня, 2 лавки.

В 1892 году население Чернянки составляло:
- слобода Чернянка — 6128 жителей.
- слобода Морквина — 914 ж.
- деревня Ближнее Ливенское — 396 ж.
- сельцо Морквино — 171 ж.
- деревня Нижняя Черняночка — 107 ж
- сельцо Красовка — 94 ж.

В 1897 году население Чернянки составляло:
- сл. Чернянка — 5860 ж.
- сл. Марковино (Морквино) — 1117 ж.

Национальный состав
Официальный язык — русский. Язык общения на территории посёлка в основном смешанный, русско-украинский (суржик), с сильно-выраженным фрикативным «г».
В 1782 году согласно «Камеральному экономическому примечанию Новооскольского уезда» в слободе Новоивановка (Чернянка) с деревней Ливенка и
деревней Чернянская (Красный Остров) проживало 98,8 % малороссиян (4251 человек) и 1,2 % крестьян то есть великороссиян (53 человека).
2245 малороссиян в 407 дворах были во владении генерал-поручика Евдокима Щербинина, первого генерал-губернатора Харьковского наместничества, а 1953 малороссиян в 307 дворах принадлежали статному советнику Марку Полторацкому, уроженцу Черниговской губернии. Всего проживало 4251 человек без семьи Щербиненых и Полторацких.
В Чернянской волости (Чернянка, Морквино, Ливенка, Кр. Остров) в 1926 году проживало 67,7 % украинцев и 32,1 % русских.
По итогам переписи населения 2020 года проживали следующие национальности (национальности менее 0,1 % и другое, см. в сноске к строке «Другие»):
| Национальность | Численность, чел. | Доля     |
| -------------- | ----------------- | -------- |
| Русские        | 12 125            | 81,40 %  |
| Украинцы       | 104               | 0,70 %   |
| Армяне         | 93                | 0,62 %   |
| Езиды          | 30                | 0,20 %   |
| Другие         | 2544              | 17,08 %  |
| Итого          | 14 896            | 100,00 % |

## Экономика
В посёлке расположены кирпичный, сахарный, маслобойный заводы, маслосырзавод, завод несъёмной опалубки «БелВелокс», мясокомбинат, пищекомбинат, элеватор, мукомольный комплекс, магазины розничной торговли.

## Транспорт
В черте посёлка имеется железнодорожная станция Чернянка, а также две остановочные платформы пригородных поездов сообщения Валуйки — Старый Оскол. Прямое железнодорожное сообщение связывает Чернянку с крупными городами России и Украины: Москва, Тула, Орёл, Курск, Старый Оскол, Луганск, Донецк, а также с крупными пересадочными узлами: Валуйки, Елец, Касторное, Ржава.
В двухстах метрах от железнодорожной станции расположена Чернянская автостанция, обслуживающая проходящие междугородние рейсы и местные внутрирайонные маршруты. Междугороднее автобусное сообщение напрямую связывает Чернянку с районными и областными центрами Белгородской, Воронежской, Курской и Липецкой областей: Белгород, Старый Оскол, Шебекино, Красное, Алексеевка, Короча, Воронеж, Острогожск, Лиски, Павловск, Курск, Горшечное, Тим, Липецк. Не все междугородние рейсы являются регулярными. Местные внутрирайонные рейсы связывают районный центр с сельскими поселениями Чернянского района.
На юго-восточной окраине посёлка имеется взлётно-посадочная полоса для малой авиации, ныне используемая только медицинской и сельскохозяйственной авиацией, а ранее (в 1970-80х годах) — в том числе для пассажирских авиаперевозок в направлении Белгород — Харьков.
В посёлке имеется несколько служб такси, осуществляющих как внутрипоселковые и внутрирайоные индивидуальные перевозки, так и внутриобластные и межобластные: Белгород, Воронеж, Курск, Старый Оскол.
Грузовые автоперевозки ныне представлены частными перевозчиками. Ранее (вплоть до начала 2000-х) в посёлке действовало несколько крупных автотранспортных предприятий.

## Средства массовой информации
В посёлке вещают следующие телеканалы:
- 2 Первый канал (РТПС 5 кВт) г. Старый Оскол.
- 3 Россия / Россия — Белгород (0,1 кВт) г. Новый Оскол.
- 5 Первый канал(0,1 кВт) г. Новый Оскол.
- 9 Старый Оскол — РТТ / Рен ТВ (1 кВт) г. Старый Оскол.
- 10 НТВ (0,1 кВт) г. Новый Оскол.
- 11 ТВ Приосколье / НТВ (Областное ГУ ТК «Приосколье») (РТПС 1 кВт) г. Старый Оскол.
- 30 Россия / Россия — Белгород / Оскольское ТВ (РТПС 20 кВт) г. Старый Оскол.
- 35 Первый мультиплекс цифрового телевидения России (РТПС 2 кВт)г. Старый Оскол.
- 36 Первый мультиплекс цифрового телевидения России г. Новый Оскол.
- 49 Россия К (РТПС 1 кВт) г. Старый Оскол.
- 51 РБК ТВ / MTV (вых с 14.30) / (РТПС 1 кВт) г. Старый Оскол.
- 58 Второй мультиплекс цифрового телевидения России (РТПС 2 кВт)г. Старый Оскол.

Осуществляется приём следующих радиостанций:
- 68,33 Маяк (РТПС 4 кВт) г. Старый Оскол.
- 71,09 Радио России(РТПС 4 кВт) г. Старый Оскол
- 72,02 Радио России п. Чернянка

### Печатные издания
- Газета «Приосколье»[41].

## Образование
В Чернянке действуют следующие учебные заведения:
- Областное государственное автономное образовательное учреждение среднего профессионального образования «Чернянский агромеханический техникум» (ранее Государственное образовательное учреждение начального профессионального образования «Профессиональное училище № 7»)[42].
- Чернянская муниципальная общеобразовательная средняя школа № 1 с углублённым изучением предметов,
- Чернянская муниципальная общеобразовательная средняя школа № 2,
- Чернянская муниципальная средняя общеобразовательная школа № 3,
- Областное государственное бюджетное общеобразовательное учреждение «Чернянская средняя общеобразовательная школа № 4» Белгородской области,
- Чернянский районный информационно-образовательный центр[43].

## Спорт
Спорт в Чернянке представлен футбольным клубом «Каскад», который участвует в чемпионате Белгородской области по футболу, и мини-футбольной командой «Каскад», которая участвует в чемпионате первой лиги Б.
Впервые Чернянский «Каскад» в июле 2013 года вышел на 2 место в чемпионате Белгородской области по футболу, но в итоге был только четвёртым.

## Достопримечательности

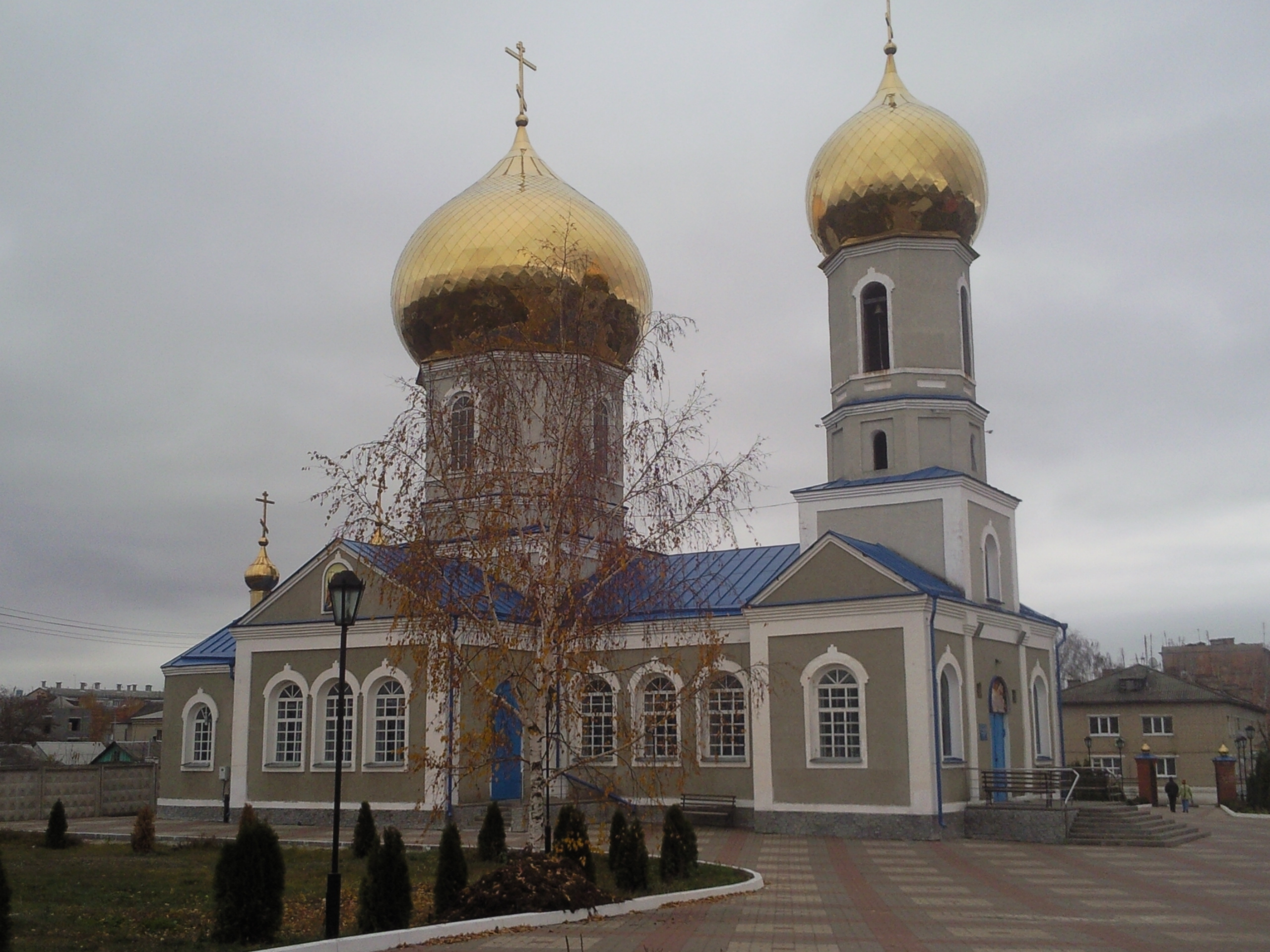
Храм Успения Пресвятой Богородицы в Чернянке

- Храм Успения Пресвятой Богородицы;
- Бюст Героя Советского Союза Н. Д. Маринченко;
- Дом купца Найденко;
- Маслобойный завод купца Маркова[47];
- Неподалёку от Чернянки, в селе Холки расположен подземный Свято-Троицкий Холковский монастырь (с XVII века). С 1998 года монастырь восстановлен и вновь действует.
- Деревянная пожарная вышка[48].
- Заказник реликтовых видов растений. На правом берегу р. Оскол в районе Меловой горы на территории заказника растут занесённые в Красную книгу реликтовые сосны[49].